# Clodi (metge)
Clodi (en llatí Clodius, en grec antic Κλοδιός) era un metge grec que va viure al segle i aC, ja que era deixeble d'Asclepíades Bitini. Una de les seves obres és mencionada per Celi Aurelià i diu que fa referència als ascaris.